# Allena la felicità
Allena la felicità è un singolo del cantante italiano Giorgio Vanni, pubblicato il 14 febbraio 2020.

## Descrizione
Scritta da Alessia Spera su musica di Daniele Cuccione, Max Longhi e Giorgio Vanni è una canzone scritta per la mascotte Ben della catena di palestre FitActive. La canzone contiene il messaggio che la palestra sponsorizza, ovvero "Il fitness per tutti", non importa "da che pianeta arrivi" o come sei.

## Video musicale
Il 31 gennaio viene pubblicato tramite il canale YouTube dell'artista un videoclip misto di scene di animazione sulla storia dell'alieno Ben e, scene live action del dietro le quinte con in sottofondo la canzone completa. Alla fine dello stesso, c'è un accenno alla versione acustica della canzone, eseguita dall'artista alla chitarra e da Max Longhi alla tastiera.

## Tracce
Testi di Alessia Spera e Daniele Cuccione, musiche di Max Longhi e Giorgio Vanni.
1. Allena la felicità – 3:25

## Esibizioni dal vivo
La canzone è stata eseguito dal vivo per la prima volta il 25 gennaio 2020, durante una live dell'artista alla sede FitActive di Bovisio Masciago.

## Formazione
- Giorgio Vanni – voce
- Daniel Tek Cuccione – produzione, arrangiamento
- Max Longhi – produzione, arrangiamento